# James Pond 2: Codename RoboCod
James Pond 2: Codename RoboCod, anche conosciuto come Super James Pond o Robocod, è un videogioco a piattaforme sequel del videogioco James Pond del 1991, sviluppato dalla stessa software house che si era occupata del primo gioco. Il tema musicale del videogioco è un adattamento del tema del film RoboCop.
James Pond 2 è stato originariamente pubblicato per Amiga, MS-DOS e Mega Drive nel 1991 da tre differenti editori. Successivamente il gioco è stato convertito anche per Amiga CD32, Atari ST, Game Gear, Commodore 64 e SNES. La versione per SNES è stata ribattezzata Super James Pond in America del nord, mentre nel resto del mondo si è intitolato Super James Pond II.
Più recentemente il gioco è stato pubblicato nella linea economica di giochi per PlayStation, PlayStation 2, Game Boy Advance e Nintendo DS, e come download per PlayStation 3 e PlayStation Portable.

## Trama
Dopo la distruzione della Acme Oil Co nel precedente capitolo, il Dr Maybe ha preso il controllo della fabbrica di giocattoli di Babbo Natale e sabotato la produzione di regali trasformando questi ultimi in pericolose creature. James Pond dovrà liberare la fabbrica e fermare i piani del malvagio scienziato. Per farlo gli viene fornita una nuova tuta che gli permette di allungarsi per raggiungere luoghi altrimenti inaccessibili e il suo nome in codice diventa RoboCod.